# Michael Koch (Informatiker)

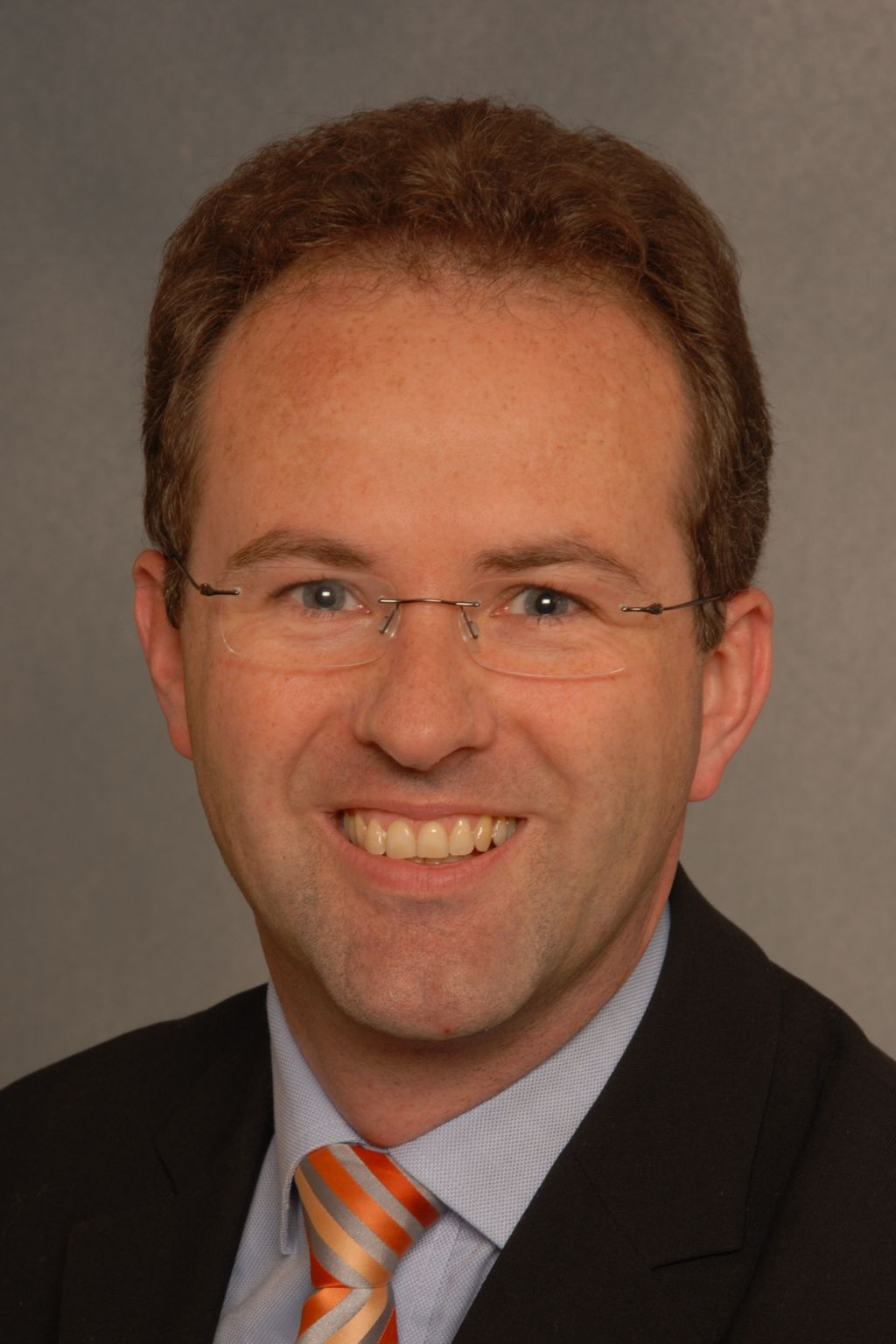
Michael Koch

Michael Koch (* 16. Mai 1968 in München) ist ein Informatiker und Universitätsprofessor für Informatik an der Universität der Bundeswehr München, wo er seit 2007 die Professur für Mensch-Computer-Interaktion (früher: Programmierung kooperativer Systeme) innehat.

## Leben
Michael Koch studierte ab 1988 an der Technischen Universität München Informatik. Hier schloss er sich dem Corps Alemannia an, das ihn 1989 recipierte. 1993 promovierte er unter Johann Schlichter über das Thema Kooperation bei der Dokumentenbearbeitung – Entwicklung einer Gruppeneditorumgebung für das Internet. Einem Industrieaufenthalt am Xerox Research Centre Europe folgte eine Habilitation in Informatik an der Technischen Universität München und Vertretungsprofessuren an der Universität Dortmund, der Universität Bremen und der Universität der Bundeswehr München.
Seit 2007 ist er Inhaber der Professur für Programmierung kooperativer Systeme an der Fakultät für Informatik der Universität der Bundeswehr München.
Koch hat in München die interdisziplinären Forschungsgruppe Kooperationssysteme aufgebaut, in der er sich mit verschiedenen Themen rund um die Gestaltung von soziotechnischen Systemen zur Unterstützung von Teams und Communities beschäftigt (CSCW, Social Computing Wissensmanagement).
Koch war von 2003 bis 2012 Sprecher der Fachgruppe Computer-Supported Cooperative Work (CSCW) der Gesellschaft für Informatik (GI) und Mitglied in den Leitungsgremien der Fachbereiche Mensch-Computer-Interaktion und Wirtschaftsinformatik der GI. Seit 2010 ist er stellvertretender Sprecher des Fachbereichs Mensch-Computer-Interaktion.
2009 hat er an einer Informationswehrübung der Deutschen Marine teilgenommen und ist seither Mitglied der Crew 56. 2010 hat er in München zusammen mit dem Politiker Rudolf Peterke zur Unterstützung der Besatzung der Fregatte Bayern den Freundeskreis Fregatte BAYERN e.V. gegründet und steht diesem seither als zweiter Vorsitzender vor.
Seit 2011 ist er mit Jeannette Brosig-Koch verheiratet, die als Volkswirtin an der Otto-von-Guericke-Universität_Magdeburg arbeitet.

## Wissenschaftliche Arbeit/Ergebnisse
Wichtige (wissenschaftliche) Beiträge, die Koch angeschoben hat, sind:

### Community Mirrors
Während Initiativen im Web 2.0 einen wichtigen Beitrag dazu liefern, dass es immer leichter wird, Information bereitzustellen, fehlt in Unternehmen häufig eine Möglichkeit, einfach Information zu finden (die man gar nicht gesucht hat). Im Sinne des Ubiquitous Computing stellen Community Mirrors, große interaktive Wandbildschirme, ein „Fenster in Informationssysteme“ bereit, das Informationen daraus zur ungeplanten Nutzung visualisiert.
Die Software zu Community Mirrors wird als Open-Source-Projekt entwickelt, erste Prototypen waren beispielsweise in der Ausstellung auf dem Forschungsschiff der Bundesregierung MS Wissenschaft 2009 zu sehen.

### Enterprise-2.0-Fallstudien-Netzwerk
Unter Enterprise 2.0 versteht man den Einsatz von Social Software in Unternehmen. Damit verbindet sich eine technische Umorientierung im Wissensmanagement in Unternehmen weg von der Schaffung von Wissenssilos hin zur Vernetzung der Mitarbeiter. Das Enterprise-2.0-Fallstudien-Netzwerk wurde im Frühjahr 2009 gestartet und dokumentiert gute Beispiele des Einsatzes von Social Software in Unternehmen auf objektive Art, um einen Einsatz in Forschung und Lehre, aber auch als Beispiele für andere Unternehmen zu ermöglichen.

## Veröffentlichungen (Auswahl)
- mit Alexander Richter: Enterprise 2.0. Planung, Einführung und erfolgreicher Einsatz von Social Software in Unternehmen. Oldenbourg, München u. a. 2007, ISBN 978-3-486-58578-0 (2., aktualisierte und erweiterte Auflage. ebenda 2009, ISBN 978-3-486-59054-8).
- mit Tom Gross: Computer-Supported Cooperative Work. Oldenbourg, München u. a. 2007, ISBN 978-3-486-58000-6.
- Kooperation bei der Dokumentenbearbeitung. Entwicklung einer Gruppeneditorumgebung für das Internet. DUV – Deutscher Universitäts-Verlag u. a., Wiesbaden 1997, ISBN 3-8244-2083-X (Zugleich: München, Technische Universität, Dissertation, 1997).

## Funktionen und Ehrenämter
- Sprecher der Fachgruppe CSCW der Gesellschaft für Informatik, 2003–2012
- stlv. Sprecher des Fachbereiches Mensch-Computer-Interaktion der Gesellschaft für Informatik, 2010–2016
- Sprecher des Fachbereiches Mensch-Computer-Interaktion der Gesellschaft für Informatik, 2016–2022
- Vorsitzender des CIO-Gremiums der Universität der Bundeswehr München, 2009–2020
- Ausrichter der Tagung Mensch und Computer 2014 in München
- Editor in Chief des wissenschaftlichen Journals i-com – Journal of Interactive Media, 2022 – jetzt
- Vorstandsmitglied des Stiftervereins Alter Corpsstudenten[2], 2012 – jetzt
- stlv. Vorsitzender des Freundeskreises Fregatte Bayern[3], 2010 – jetzt

## Auszeichnungen
- 2024: Fellow der Gesellschaft für Informatik (GI)[4]
- 2003: Outstanding Scientific Paper Award auf Bled Conference on Electronic Commerce für den Beitrag User Representation in E-Commerce and Collaboration Applications
- 2001: Auszeichnung der Fakultät für Informatik der Technischen Universität München für die Verbesserung der Organisation der Lehre (Projekt zur Realisierung einer Informations- und Kommunikationsplattform für die Fakultät für Informatik)
- 2001: Designpreis der i3 Summerschool „Designing for Communities“ für das Projekt „Identity Management & Privacy“ (Direktoren: G. de Michelis, G. Crampton Smith)
- 2001: Werner von Siemens Excellence Award Sonderpreis mit dem Studentenprojekt „Total Information Concept“
- 1997: Klinggräff-Medaille